# Биэрд, Дэвид
Дэвид Хэрдин Биэрд (англ. David Hardin  Beaird;   1952 — 2019) — американский  режиссёр  и сценарист.

## Карьера
В 1973 году, будучи актёром чикагского  Ivanhoe Theatre, Биэрд удостоился награды  Joseph Jefferson Award, ежегодно вручаемой лучшим актёрам театров города, за роль в спектакле «Горячий Балтимор» (The Hot l Baltimore) по пьесе Лэнфорда Уилсона.
В 1974 году он основал Wisdom Bridge Theatre, который расцвёл после того, как Роберт Фолс занял пост режиссёра в 1977 году.
В 1984 году Биэрд дебютировал в кино (разом как сценарист и как режиссёр) комедией «Настоящий мужик гуляка».  Его следующий фильм — «Октавия», рассказывающий о слепой девушке, мстящей за изнасилование банде байкеров. В 1986 году Дэвид добился более широкого признания, сняв фильм «Мой шофёр» с популярной в то время актрисой Деборой Формен. В 1988 году он снимает  комедии «Передай патроны» с по-настоящему звёздным составом — Билл Пэкстон, Линда Козловски, Тим Карри и Энни Поттс и «Моя новая машина» с участием Кимберли Фостер.
В 1991 году он адаптировал для большого экрана пьесу 1985 года «Южане»  (в главных ролях снялись Фэй Данауэй и Джеймс Эрл Джонс). В 1993 году он поставил 13-й, заключительный, эпизод   телевизионного сериала «Ки-Уэст».
В 1994 году Биэрд  ставит на сцене пьесу «900 Онеота», черную комедию о неблагополучной семье. Премьера постановки состоялась в Lyric Theatre в Лондоне. Впоследствии она была поставлена в Олд Вик, а затем в театре Вест-Энд.
В 2005 году он снял фильм «Секс и насилие», которая принёс ему награды на  Beverly Hills Film Festival,   WorldFest Houston и Florida Film Festival.
Был женат на актрисе Шивонн Деркин (род. 1969).